# Bitva v Karpatech
Bitva v Karpatech (německy Schlacht in den Karpaten, Winterschlacht in den Karpaten nebo Karpathenschlacht) je střetnutím z východní fronty první světové války mezi ruskou armádou a vojsky Ústředních mocností, které se odehrálo od ledna do března roku 1915. Během tří na sebe navazujících ofenzív se rakousko-uherské velení neúspěšně pokoušelo prorazit frontovou linii v prostoru Karpat a vysvobodit tak obleženou posádku pevnosti Přemyšl. Obrovské bojové ztráty byly zvyšovány krutými zimními podmínkami během válčení ve špatně přístupné horské oblasti. Rakousko-uherské armádě se ani s německou podporou nepodařilo během tří útoků frontu prorazit a Přemyšl 22. března kapitulovala. Nezdar operace v Karpatech přesvědčil německé velení o nutnosti přisunout na východní frontu významnější posily. S jejich pomocí se následně podařilo zvítězit nad Rusy v bitvě u Gorlice.

## Předchozí události

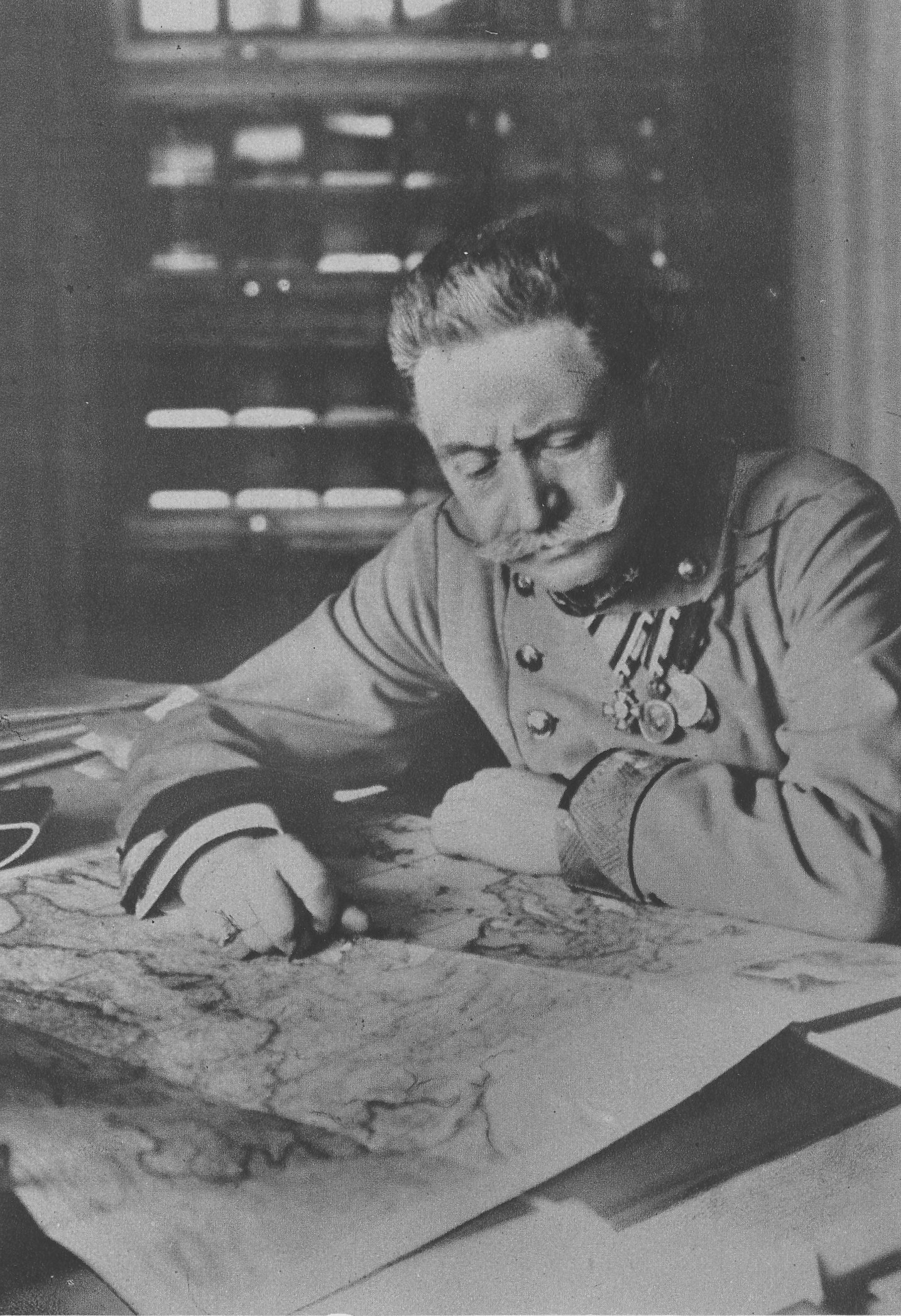
Náčelník generálního štábu rakousko-uherské armády, Franz Conrad von Hötzendorf

V září 1914 po vítězství v bitvě o Halič zatlačila ruská armáda Rakušany až k hřebenům Karpat. Rusové obsadili většinu Haliče, přičemž za frontovou linií zůstala obklíčená rakousko-uherská pevnost Přemyšl, jejíž posádka od 26. září do 8. října úspěšně vzdorovala oblehatelům. Kvůli porážce na Visle a novému ústupu Ústředních mocností však Rusové Přemyšl znovu oblehli již 9. listopadu. Ve snaze vyprostit početnou hladovějící posádku pevnosti naplánoval vrchní rakouský velitel, Franz Conrad von Hötzendorf na počátek roku 1915 ambiciózní ofenzívu s cílem prorazit frontovou linii v prostoru Karpat.
Tento útok měl napravit reputaci rakousko-uherské armády, která během prvního válečného roku utrpěla na východní i srbské frontě obrovské ztráty a v prosinci po porážka na Kolubaře musela ustoupit z těžce vybojovaného srbského území. Ruský postup až ke karpatským průsmykům navíc přímo ohrožoval centrální oblasti monarchie. Oddíly generála Alexeje Brusilova obsadily 20. listopadu Lupkovský průsmyk a ruská armáda plánovala na jaře skrze Karpaty postoupit na území Uher, což by znamenalo fatální porážku Rakousko-Uherska. Prosincové vítězství u Limanowé zajistilo Rakušanům alespoň čas na vybudování lepších postaveních na předních svazích karpatského oblouku.

## První ofenzíva
První útok v lesnatém a hornatém prostoru severních Karpat měla dle plánu Conrada von Hötzendorfa provést 3. rakousko-uherská armáda podpořená jednotkami německé Südarmee pod velením generála Alexandera von Linsingena. Cílem útoku bylo probít se k železničním tratím u měst Sanok, Lesko a Sambir, přičemž boje byly vedeny v těžce dostupné horské oblasti mezi Dukelským a Vyškovským průsmykem. Na straně útočníků se do ofenzívy od 23. ledna zapojilo 15 pěších a 4 a půl jezdeckých divizí třetí armády podporovaných třemi pěšími a dvěma jízdními divizemi německé Jižní armády, celkem přibližně 175 000 mužů. Postoupit se po úporných bojích podařilo Jižní armádě společně s pravým křídlem 3. armády, kterým po obchvatu ruských pozic padly do rukou Verecký, Beskydský a Vyškovský průsmyk. Rusové ustoupili na obranná postavení okolo obce Oporec. Rakousko-uherští vojáci obsadili Turku a probojovali se k obcím Staryj Sambir a Ustrzyki Dolne, avšak dál už nepostoupili. Špatné počasí s mrazy a sněhovými bouřemi a posílená 8. ruská armáda přecházející do protiútoku vedly k zastavení první Conradovy ofenzívy. Přestože se dobyté průsmyky podařilo Rakušanům ubránit, byla fronta v Karpatech okolo 8. února stabilizována a průlom na pomoc Přemyšlu se tak nezdařil. Během první ofenzívy se ztráty Ústředních mocností vyšplhaly na 88 900 mužů. Mnoho špatně vybavených vojáků umrzlo, podlehlo vyčerpání či nemocem. Velitel třetí armády, Svetozar Borojević von Bojna hlásil vrchnímu velení, že jeho kriticky oslabená armáda není nadále schopna pokračovat v zimních operacích.

## Druhá ofenzíva

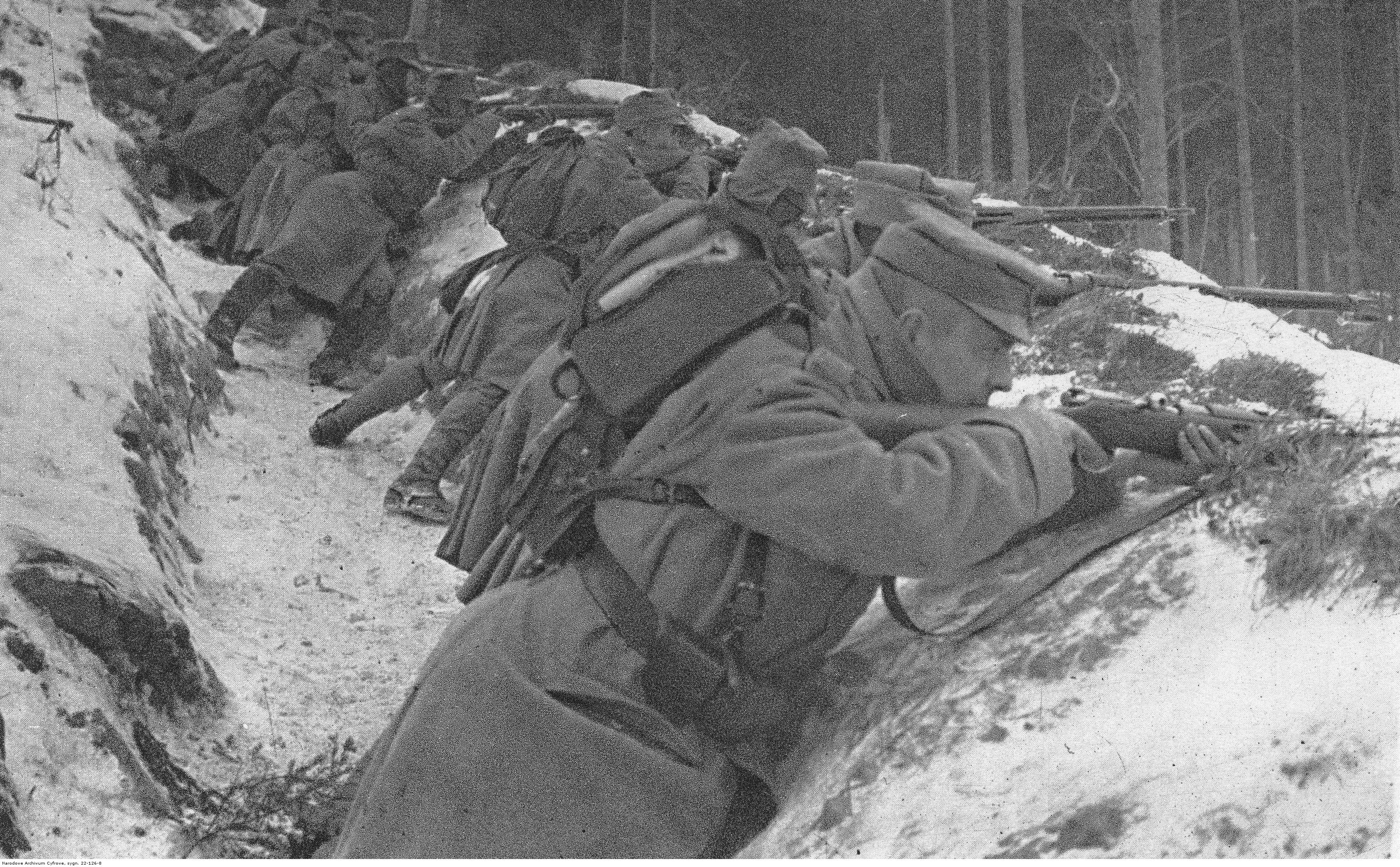
Polští legionáři během zimních bojů v Karpatech

Velitel Conrad von Hötzendorf nedbající na vysoké ztráty během neúspěšné lednové ofenzívy, přesto naplánoval na 25. února obnovení útoku. K podpoře 3. armády posílené o jednotky přisunuté do Karpat z Balkánu byla tentokrát připravena rovněž 2. armáda pod velením generála Eduarda von Böhm-Ermolli. Druhý rakousko-uherský nápor se opět soustředil na překonání klíčových karpatských průsmyků ve snaze přijít na pomoc vyhladovělé posádce Přemyšlu. Zoufalý velitel pevnosti Hermann Kusmanek žádal nejvyšší velitelství o okamžitou pomoc. Tvrdé boje byly sváděny o Lupkovský a Užocký průsmyk, avšak dílčí pozice získané během druhé ofenzívy ztratili Rakušané do poloviny března během mohutných ruských protiútoků. Posádka Přemyšlu se naposledy pokusila prorazit obležení během výpadu 19. března.

## Třetí ofenzíva
Oddíly 2. armády se od 20. do 23. března v zoufalém pokusu naposledy snažily neúspěšně probít k Přemyšlu. Pevnost však již nebyla schopná vzdorovat a velitel von Burgneustädten 22. března 1915 kapituloval. Rusové po obsazení Přemyšlu zajali 120 000 rakousko-uherských vojáků a dobytí pevnosti uvolnilo množství jejich sil k následnému protiútoku v Karpatech. Ruskému náporu se vyčerpaní a demoralizovaní Rakušané ubránili jen díky výrazné německé podpoře.